# Тюменевка (Тамбовская область)
Тюменевка — деревня в Знаменском районе Тамбовской области. Входит в состав Покрово-Марфинского сельсовета.
С 1861 по 1928 год деревня входила в состав Покровско-Марфинской волости 4-го стана Тамбовского уезда. С 1928 по 1959 год — в Покрово-Марфинский сельсовет Покрово-Марфинского района.

## География
Деревня находится в центральной части региона, в лесостепной зоне, при автодороге Р-193.

### Климат
Климат характеризуется как умеренно континентальный, относительно сухой, с тёплым летом и холодной продолжительной зимой. Среднегодовое количество осадков составляет около 550 мм, из которых большая часть выпадает в тёплый период. Снежный покров устанавливается в середине декабря и держится в течение 138 дней.

## История
В исповедной росписи по селу Покровское-Марфино за 1863 год упоминается деревня Дмитриевка, 17 дворов, крестьяне которой принадлежали помещику поручику Дмитрию Николаевичу Тюменеву (1804-1869*). Таким образом, деревня получила своё название от фамилии помещика.
Согласно епархиальным сведениям 1911 года, в Дмитриевке (Тюменевке) насчитывалось 53 крестьянских двора с населением: мужского пола — 163, женского пола — 180 человек; всего 343 жителя, в 2 верстах от церкви. Отдельно выделялся Тюменевский посёлок, состоящий из 16 дворов с 128 жителями, в 7 верстах от церкви.
В 1914 году деревня насчитывала 323 жителя. Престольный праздник - Покров День (1 октября, в честь престола П-Мф церкви), 222 десятины н земли, 439 к десятин земли. Относилась к 4-му Лавровскому призывному участку, в 4 верстах от него и в 2 от волостного правления. В Тюменевском посёлке проживал 131 житель, в 10 верстах от волостного правления.
В 1923 году деревня насчитывала 74 двора с населением 401 житель, имелась школа. В посёлке 28 дворов, 155 жителей.
По данным Всесоюзной переписи 1926 года деревня насчитывала 77 русских домохозяйств, всего 387 жителей.Тюменевский посёлок насчитывал 39 домохозяйств и 185 жителей. 
В 1932 году деревня насчитывала 181 житель.
В 1941 году деревня вместе со Тюменевскими выселками насчитывала 63 домохозяйства.
В 1996 г. посёлки Тюменевский-1-й, Тюменевский и деревня Тюменевка, объединены в единый пункт с наименованием деревня Тюменевка.

## Население
| 2010 |
| ---- |
| 70   |